# ميشيلا هان
ميشيلا هان (بالإنجليزية: Michaela Hahn)‏ (19 أبريل 1994 بالولايات المتحدة - ) هي لاعبة كرة قدم أمريكية في مركز الوسط. لعبت مع وسترن نيويورك فلاش.

## وصلات خارجية
- ميشيلا هان على موقع الاتحاد الأوربي (الإنجليزية)
- ميشيلا هان على موقع قاعدة بيانات كرة القدم.إي يو (الإنجليزية)
- ميشيلا هان على موقع Soccerway.com (الإنجليزية)